# Weipelsdorf
Weipelsdorf ist ein Gemeindeteil der Gemeinde Bischberg im Landkreis Bamberg (Oberfranken, Bayern).

## Geografie
Das Dorf  liegt am Michelsberger Wald, der ehemals dem 1803 säkularisierten Kloster Michelsberg in Bamberg gehörte. Das Dorf am kleinen Bach Güßbach ist landwirtschaftlich geprägt. Nachbarorte sind im Norden Trosdorf, im Nordosten Bischberg, im Osten Gaustadt, im Südosten Rothhof und Mühlendorf, im Süden Erlau, im Südwesten Hetzentännig (Walsdorf) und im Westen Tütschengereuth.

## Vereine

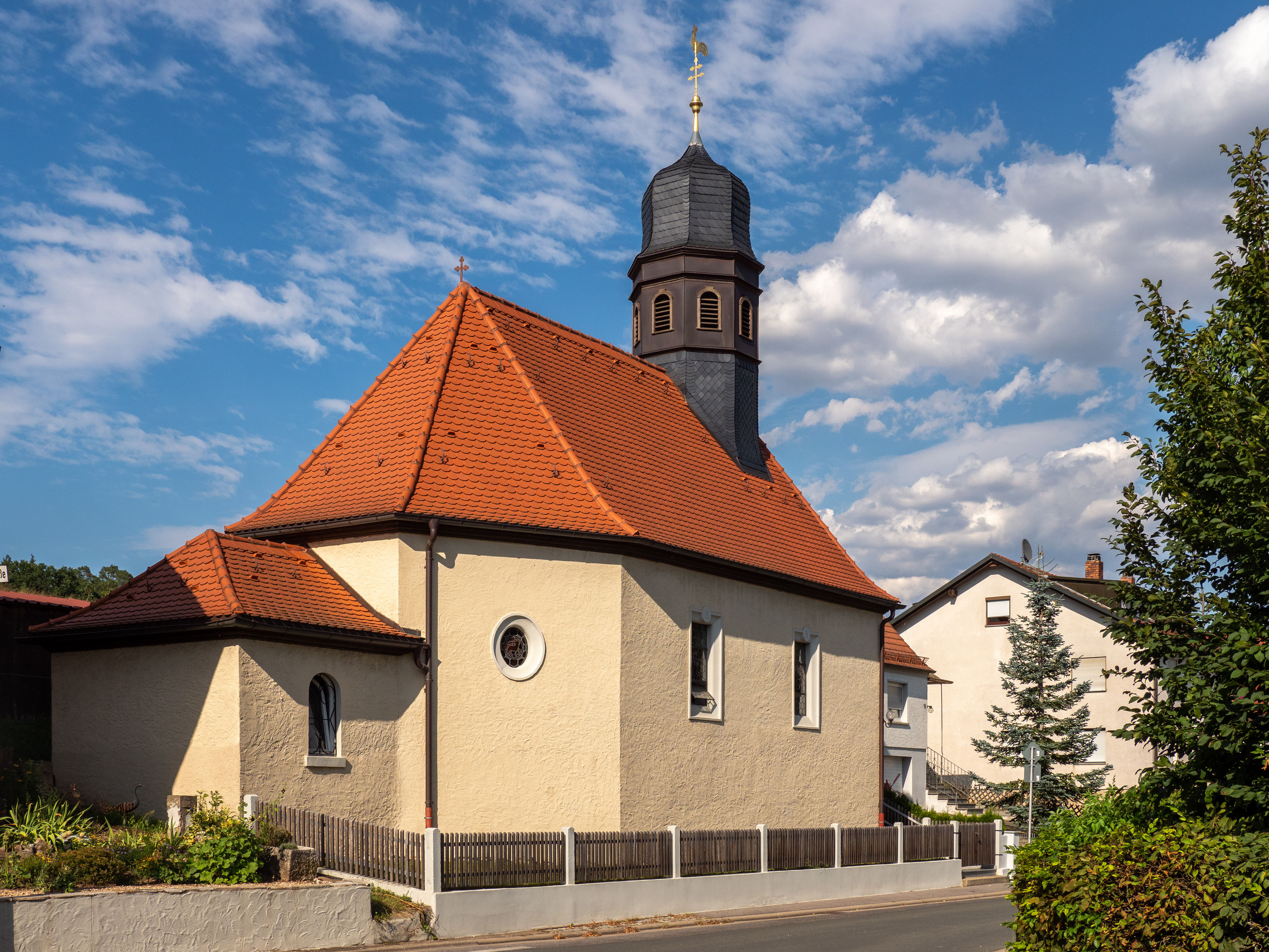
Weipelsdorf Kapelle

- Immergrün Weipelsdorf
- Stammtisch Hau-Ruck Weipelsdorf
- Freiwillige Feuerwehr